# به نام خدا (فیلم ۲۰۰۷)
«به نام خدا» فیلمی پاکستانی است که در سال ۲۰۰۷ منتشر شد. از بازیگران آن می‌توان به شان شاهید و نصیرالدین شاه اشاره کرد.